# Клисура Ждрело у селу Стогазовац
Клисура Ждрело налази се на излазу из Стогазовца, из правца Књажевца, 50 метара од последњих кућа. Усекла ју је Стогазовачка река, која се пре уласка у Стогазовац назива „Зубетиначка река”. Клисуру Ждрело многи називају „Књажевачки Метеори” јер њене стене конфигурацијски подсећају на популарне грчке „Метеоре”.
Клисура Ждрело спада у флувио-денудационе облике рељефа. Њена дужина износи око 300 m. Усечена је у глиновите кречњаке и глинце из периода доње креде. Са њене десне стране налази се брдо Кулиња (540 m), а са леве стране брдо Рудина (460 m). У клисури, непосредно уз реку издижу се кречњачке стене специфичних облика до висине од 70 - 80 m. Највише литице су Лисичији и Здравачки камен на десној страни клисуре. Лисичији камен назива се још „Момин камен” или „Девојачки камен”. Са врха овог камена пружа се предиван поглед на клисуру и село. Он се налази у средишњем делу клисуре. Здравачки камен издиже се на самом улазу у клисуру. Ширина клисуре у најужем делу, на самом дну, износи 2 - 3 m. Ово је био једини пролаз пре просецања пута кроз клисуру. 
На дну клисуре, у кориту реке, налази се извор „свете воде” кога мештани називају „Божја трпезица”. Сматра се да извор никада није пресушио и да има лековито дејство за очне болести. Поред њега пронађен је римски жртвеник. Дно извора карактеристично је по великом броју обрушених блокова стена, преко којих река протиче у виду слапова. Ови блокови допринели су стварању великих вирова међу којима су познати Сињи вир, Телчи вир и најнизводнији Петковски вир. Телчи вир добио је име током XIX века када су због велике суше становници околних села појили стоку у њему. Узводно од Телчег вира налази се рупа у стени испуњена речном водом која се назива „бунар” и удубљење у виду каде у каменом блоку кроз које протиче река у виду слапа и спушта се у вир.
Зубетиначка река протиче северозападно од сеоског насеља Зубетинац, а настаје спајањем потока на падинама Слемена. Највећа притока је Гладна река коју прима са десне стране. Гладна река је настала спајањем неких мањих река које се сливају са Крстаца.
Посебно место, међу антропогеним вредностима клисуре, има црквица Видовдан. Њу је према предању саградио кнез Лазар, а због ње мештани Стогазовца већ вековима славе Видовдан.

## Галерија
- Црквица Видовдан.